# 图里利亚斯
图里利亚斯，是西班牙安达卢西亚自治区阿尔梅里亚省的一个市镇。 总面积39km2, 总人口204人（2001年），人口密度5人/km2。